# Roewe W5
Der Roewe W5 ist ein SUV des chinesischen Automobilherstellers Roewe. Das Fahrzeug wurde erstmals auf der Auto Shanghai im Jahr 2011 vorgestellt. Es basiert auf dem SsangYong Kyron und wurde nur in der Volksrepublik China verkauft.

## Antrieb

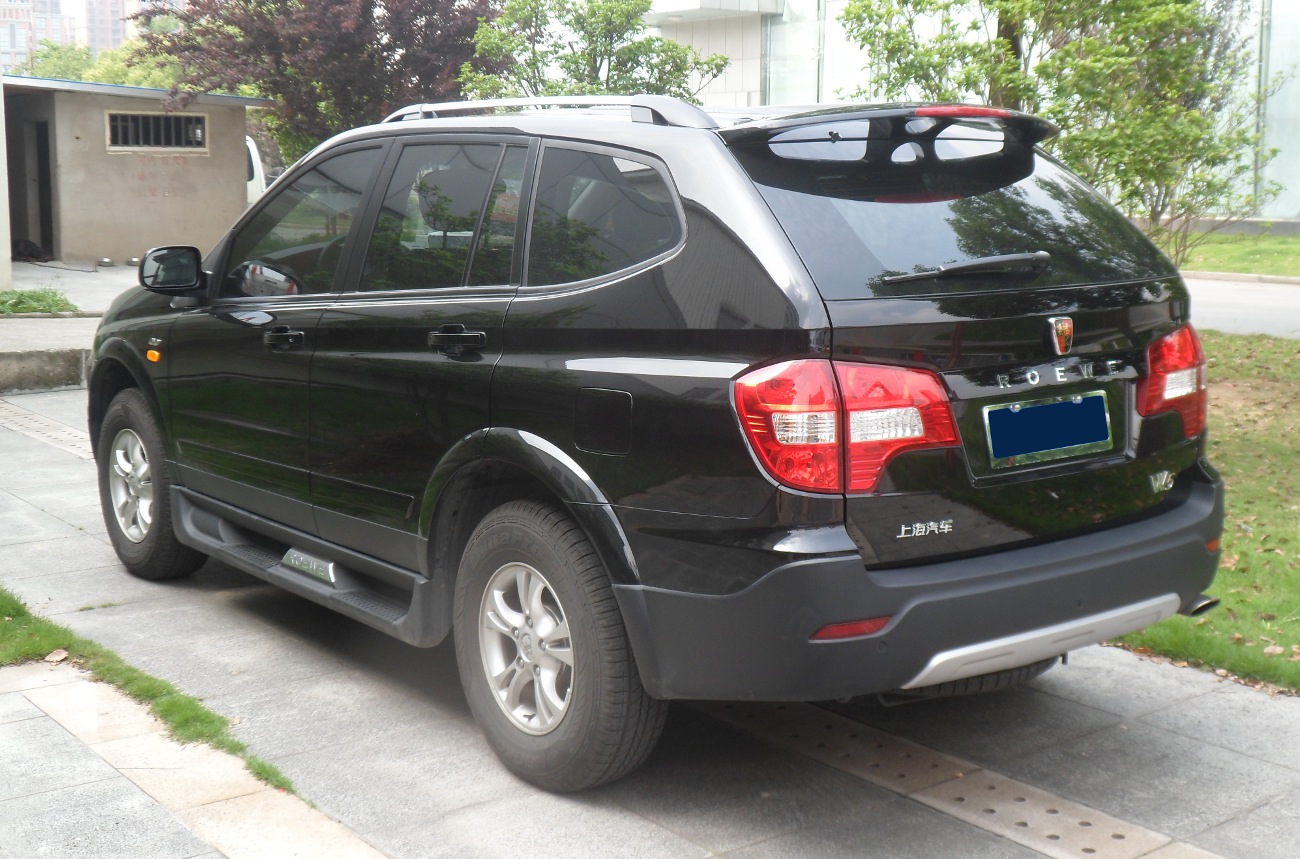

Der W5 ist mit einem Vierzylindermotor mit 1800 cm³ Hubraum und einem Turbolader ausgestattet. Der Motor leistet 119 kW. Der gleiche Motor wurde auch im Roewe 350 und Roewe 550 verwendet.
Das Modell mit Allradantrieb wurde mit einem Sechszylindermotor mit 3200 cm³ Hubraum und 215 kW ausgerüstet.